# Association for Psychological Science
Die Association for Psychological Science (APS) wurde 1988 als American Psychological Society und zweite große Psychologenorganisation der USA (neben der American Psychological Association) gegründet. Gründungspräsidentin war Janet Taylor Spence. Den heutigen Namen erhielt sie am 1. Januar 2006, um die wissenschaftliche Mission und den internationalen Wirkungsbereich deutlicher herauszustreichen.
Sie hat heute 18.500 Mitglieder aus den USA sowie dem Ausland. Sie vereint als wissenschaftliche Fachorganisation vor allem für grundlagen- und anwendungsorientierte Forscher auf dem Gebiet der Psychologie. Seit 2002 werden unter dem Motto „Psychology around the world“ verstärkt auch herausragende internationale Psychologen als Mitglieder gewonnen.
Die APS gibt fünf Zeitschriften heraus: Psychological Science, Current Directions in Psychological Science, Psychological Science in the Public Interest, Perspectives on Psychological Science und Clinical Psychological Science. Zusätzlich verlegt sie das monatlich erscheinende Magazin Observer.
Jährlich findet seit 1989 ein Kongress als „APS Annual Convention“ statt, im Jahre 2008 als 20. Jubiläum in Chicago.
Im Jahr 2016 betrugen die jährlichen Mitgliedsgebühren 216 USD für ordentliche Mitglieder, 122 USD für Nachwuchswissenschaftler (z. B. PostDoc) und 39 bis 80 USD für Studierende.